# Pedro Sánchez Ciruelo
Pour les articles homonymes, voir Sánchez et Pedro Sánchez (homonymie).

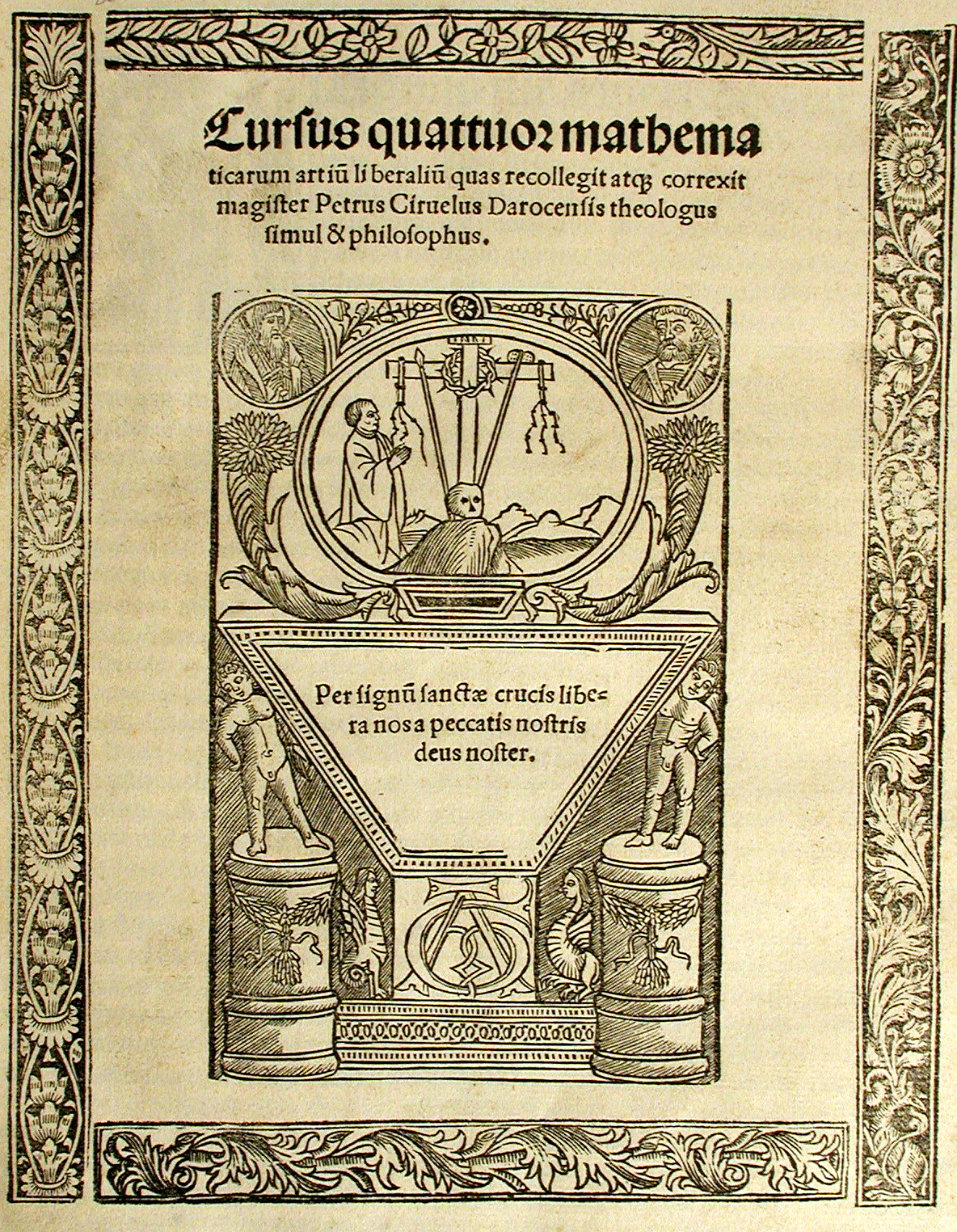
Cursus quattuor mathematicarum artium liberalium... (Alcalá de Henares, Arnao Guillén de Brocar, 1516).

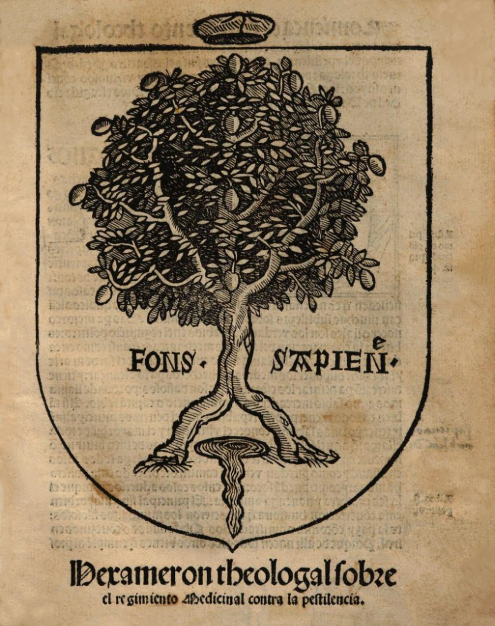
Hexameron theologal sobre el regimiento medicinal contra la pestilencia (Alcalá de Henares, Arnao Guillén de Brocar, 1519).

Pedro Sánchez Ciruelo, (1470-1548) est un mathématicien et théologien espagnol.
Il étudie et enseigne à la Sorbonne à Paris, avant de rentrer en 1515 en Espagne enseigner à la nouvelle université d'Alcalá. Sánchez est le précepteur de Philippe II d'Espagne.